# Straßwalchen
Straßwalchen ist eine Marktgemeinde und ein Dorf im Norden von Salzburg (Flachgau) an der Grenze zu Oberösterreich mit 8083 Einwohnern (Stand 1. Jänner 2024).

## Geographie
Die Gemeinde befindet sich 25 Kilometer nordöstlich von Salzburg. Dabei bildet sie eine Ausbuchtung des Flachgaues und ist fast vollständig von Oberösterreich umschlossen.
Sie umfasst die Pfortenlandschaft am Nordrand der Alpen, die sich zwischen Mondseer Flyschbergen der Salzkammergut-Berge und dem nördlich liegenden Hausruck-und-Kobernaußerwald-Zug des Alpenvorlands erstreckt, und sowohl das Salzburger Seengebiet im Westen mit den Vöckla–Ager-Talungen im Osten als auch das Mondseeland im Süden mit dem Mattigtal im Norden verbindet.
Der Gutteil des Gemeindegebiets erstreckt sich im Einzugsgebiet der Mattig, die bei Braunau zum Inn geht, und ist eine Talung, die vom Hainbach gebildet wird.
Die höchste Erhebung im Gemeindegebiet ist mit 844 m ü. A. der Irrsberg im Süden, der letzte Ausläufer des Kolomannsbergs. Westwärts erstreckt sich die Gemeinde an den Fuß des Tannberg (786 m ü. A.). Dazwischen liegt zwischen Steindorf und Neumarkt die Talwasserscheide zum Wallersee, der über die Fischach unterhalb Salzburg zur Salzach entwässert. Im Südosten liegt der Kogler Berg (819 m ü. A.), ein Randberg der Gruppe um Mondseeberg und Saurüssel zwischen Mondsee und Attersee. Zwischen Irrsberg und Koglerberg liegt bei Oberhofen die Talwasserscheide, die zum Einzugsgebiet des Irrsees führt, und damit dem der Ager zur Traun.
Nördlich erstreckt sich die Gemeinde an den Krenwald (bis 609 m ü. A.), einem Vorberg des Kobernaußerwalds, der die Straßwalchener Landschaft von der des oberen Schwemmbachs trennt. Zwischen Krenwald und Tannberg erstreckt sich die Talebene von Lengau. Zwischen Kogler Berg und Krenwald liegt ein bogenförmiger Höhenzug, das Hochfeld (um 620 m ü. A.). Dahinter erstreckt sich das Gemeindegebiet bis an die obere Vöckla, einem weiteren Nebenfluss der Traun, die bei Vöcklabruck zur Ager geht. Zwischen dem Hochfeld bei Watzlberg und dem Krenwald geht ebenfalls noch ein Bach zur Vöckla, der Kirchhamer Bach.
Damit erstreckt sich Straßwalchen zwischen vier größeren Flussgebieten, deren Raum zwischen Salzburg – Braunau – Vöcklabruck – Unterach am Attersee etwa je 60 Kilometer Ost–West- und Nord-Süd-Ausdehnung hat. Beide Achsen sind auch bedeutende Fernverbindungen, nämlich die entlang des Alpenrandes nach Wien, und die zwischen Deutschland und dem Salzkammergut und weiter in die Steiermark. Das erklärt die Bedeutung Straßwalchens als Verkehrsknoten.

### Gemeindegliederung
Die Gemeinde besteht aus den Katastralgemeinden Bruckmoos, Brunn, Haselreith (auch Haselroid geschrieben), Irrsdorf, Straßwalchen Land und Straßwalchen Markt.
Das Gemeindegebiet umfasst folgende 43 Ortschaften (in Klammern Einwohnerzahl Stand 1. Jänner 2024):
- Aigelsbrunn (96)
- Angern (14)
- Außerroid (31)
- Baierham (17)
- Baumbach (26)
- Bodenberg (23)
- Bruckmoos (20)
- Brunn (54)
- Eck (56)
- Eingarten (77)
- Fißlthal (58)
- Haarlacken (33)
- Haidach (122)
- Haselreith (6)
- Haslach (14)
- Hochfeld (57)
- Holzfeld (41)
- Hüttenedt (74)
- Innerroid (46)
- Irrsdorf (1230)
- Jagdenroid (8)
- Jagdhub (48)
- Latein (80)
- Neuhofen (80)
- Oberholz (9)
- Pfenninglanden (29)
- Pölzleiten (20)
- Rattensam (46)
- Reitzing (41)
- Rilling (15)
- Roidwalchen (92)
- Ruckling (156)
- Schwandt (27)
- Stadlberg (68)
- Steindorf (720)
- Stockham (39)
- Straßwalchen (Hauptort, 4199)
- Taigen (10)
- Voglhub (49)
- Watzlberg (147)
- Winkl (45)
- Winzerroid (24)
- Zagling (36)

Straßwalchen ist Teil des Gerichtsbezirks Seekirchen am Wallersee.

### Nachbargemeinden
| Lochen am See (Bez. Braunau a.I., OÖ) | Lengau (Bez. Braunau a.I., OÖ)              | Pöndorf (Bez. Vöcklabruck, OÖ)                   |
| Köstendorf                            | Kompassrose, die auf Nachbargemeinden zeigt | Weißenkirchen im Attergau (Bez. Vöcklabruck, OÖ) |
| Neumarkt am Wallersee                 | Oberhofen am Irrsee (Bez. Vöcklabruck, OÖ)  | Zell am Moos (Bez. Vöcklabruck, OÖ)              |

### Hauptort der Gemeinde
Hauptort ist der Marktort Straßwalchen, der auch Ortschaft und Katastralgemeinde der Gemeinde ist.
Der Ort befindet sich  gut vier Kilometer nordöstlich von Neumarkt, etwa im Zentrum des Gemeindegebiets. Er liegt auf um die 540 m ü. A. Höhe etwas nordwestlich des Irrsbergs. Hier rinnt der Hainbach, der am Hochfeld östlich entspringt, nach Norden, und nimmt den Pfongauer Bach auf, der westlich am Irrsberg vorbei den Sommerholzer Sattel entwässert.
Straßwalchen ist ursprünglich ein kleines Kirch- und Straßendorf mit historischem Ortskern und hat heute über 3000 Einwohner.
Zum Ortschaftsgebiet gehören auch die Ortslagen an der B 1 bis Steindorf (so auch das Fahrsicherheitszentrum) und auch Holzfeld im Westen, an der Braunauer Straße B 147 bis an den Krenwald im Norden, Baierleiten und die Riemerhofsiedlung östlich an der B 1, sowie die Häuser an der Mondsee Straße B 154 bis einschließlich Thalham im Südosten, letzteres Dorf ist schon fast vollständig mit Straßwalchen verwachsen. Diese Ortschaft Straßwalchen umfasst etwa 900 Gebäude mit etwa 3500 Einwohnern.
Zur etwas größeren Katastralgemeinde Straßwalchen Markt mit 610 Hektar  gehören nördlich dann auch noch im Norden die Ortschaften Latein und von Haidach  die Häuser an der B 147, sowie Gebiete bis an den Irrsberggipfel.
Statistisch gliedert sich die Ortschaft in Straßwalchen-Zentrum für den Kernort (000, innerhalb des Ortsgebietes; 2015: 575 Einwohner), und Zentrum-Umgebung-Nord (003; 2015: 1179 Einwohner) und Zentrum-Umgebung-Süd (004; 2015: 1603 Einwohner) für die jeweiligen Randlagen und zur Ortschaft gehörigen Orte.
Insgesamt umfasst die Ortschaft knapp die Hälfte der Gemeindebevölkerung.

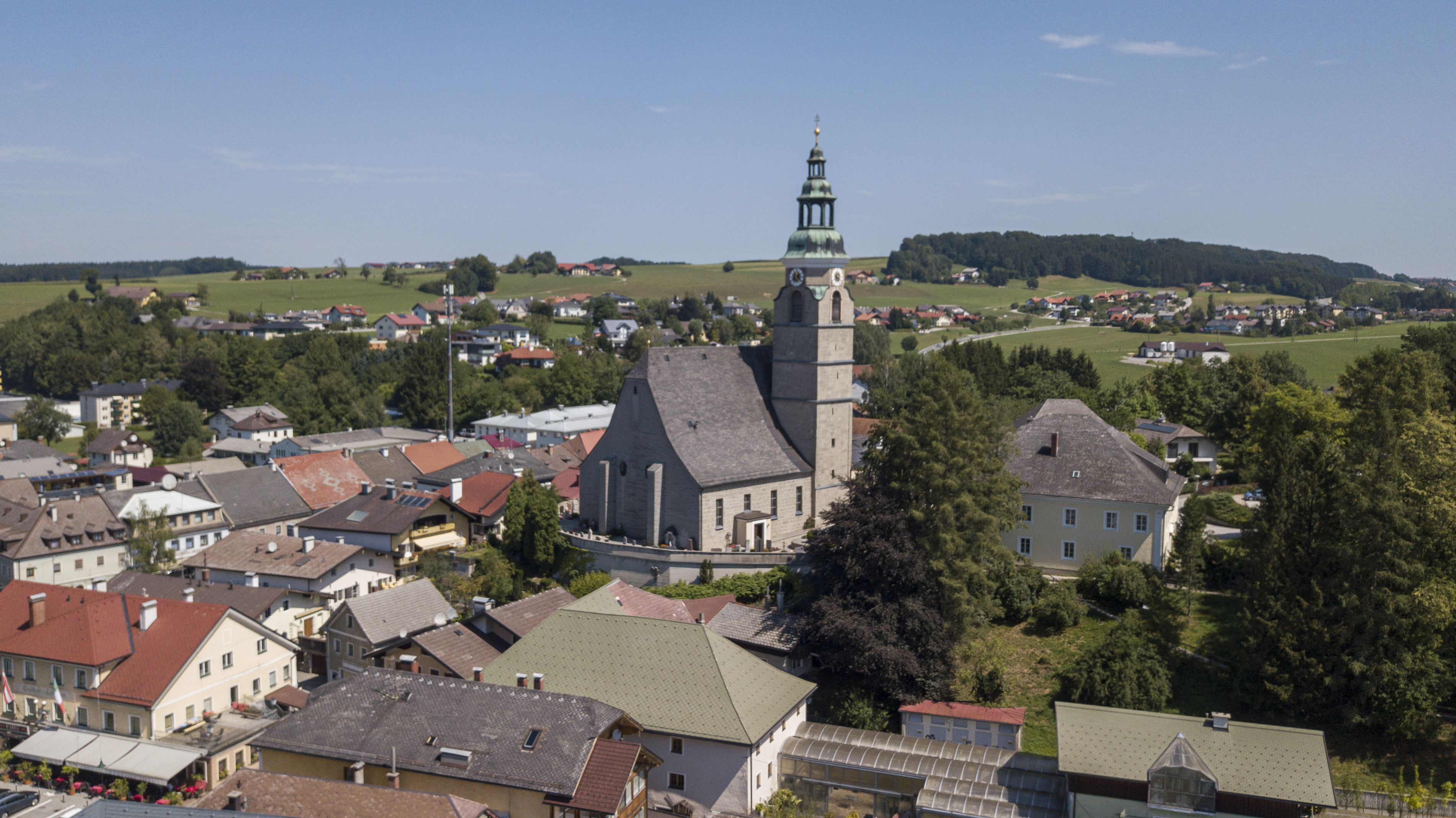
Blick über Straßwalchen

| Haidach (O)                      | Oberehreneck (KG) (beide Gem. Lengau, Bez. Braunau a.I., OÖ) Latein (O) | Utzweih (KG) Fißlthal (O) Haselreith (KG) Baierleiten      |
| Roidwalchen (O) Holzfeld         | Kompassrose, die auf Nachbargemeinden zeigt                             | Riemerhofsiedlung Brunn (KG) Irrsdorf (KG) Stauden Thalham |
| Straßwalchen Land (KG) Steindorf | Kleinstadlberg Stadlberg (O) Neumarkt Land ∗ (KG, Gem. Neumarkt a.W.)   |                                                            |

## Geschichte
Das Gebiet um Straßwalchen war vermutlich schon in der Jungsteinzeit besiedelt, wie der Fund eines Lochbeiles vermuten lässt. Auch aus der Bronzezeit und aus der Zeit der Römer ist die Besiedelung auf Grund von Funden nachweisbar. Mitte des 6. Jahrhunderts erfolgte die Landnahme durch die Bajuwaren, denen Straßwalchen wohl seinen Namen verdankt. Diese bezeichneten Römer beziehungsweise romanisierte Völker als Walchen. Am 11. April 799 wurde es erstmals als strazzuualaha urkundlich erwähnt.
1243 kam die Herrschaft Straßwalchen an das Bistum Passau. 1286 gelangte die Mautstätte in Straßwalchen, die bisher zur Herrschaft Wildenegg gehört hatte, an das Herzogtum Bayern, was über die Jahrhunderte Anlass für viele Streitigkeiten gab. Das Erzstift Salzburg erwarb 1390 vom Hochstift Passau die Herrschaft Mattsee mit Straßwalchen und dem Gericht Hochfeld. Im Jahr 1462 verlieh Erzbischof Burkhard III. von Weißpriach dem Ort das Marktrecht, das Hals- oder Blutgericht verblieb in Bayern. 1576 ließ das Erzstift Salzburg erstmals ein Hochgericht (Galgen) in Straßwalchen errichten, der Streit mit Bayern eskalierte mehrfach. 1759 kam es sogar zur Befreiung von Verhafteten aus dem Gefängnis durch reguläre bayerische Truppen.
Mit dem Ende des Erzstifts kam Straßwalchen zwischen 1806 und 1810 vollständig unter bayerische Herrschaft, dann kam der Ort mit dem Salzburger Land endgültig an Österreich, seinerzeit der Salzachkreis von Österreich ob der Enns. 1850 kam es zur Zusammenlegung von Markt- und Landgemeinde Straßwalchen. Mit der Eröffnung der Kaiserin Elisabeth-Bahn 1860 wurde Straßwalchen an das Bahnnetz angeschlossen. 1914 wurde der Markt elektrifiziert.
Mit dem Bau der West Autobahn (A 1) 1963 nahm die Bedeutung der Bundesstraße 1, die durch Straßwalchen führt und die Hauptverbindung zwischen Wien und Salzburg war, ab.

## Kultur und Sehenswürdigkeiten

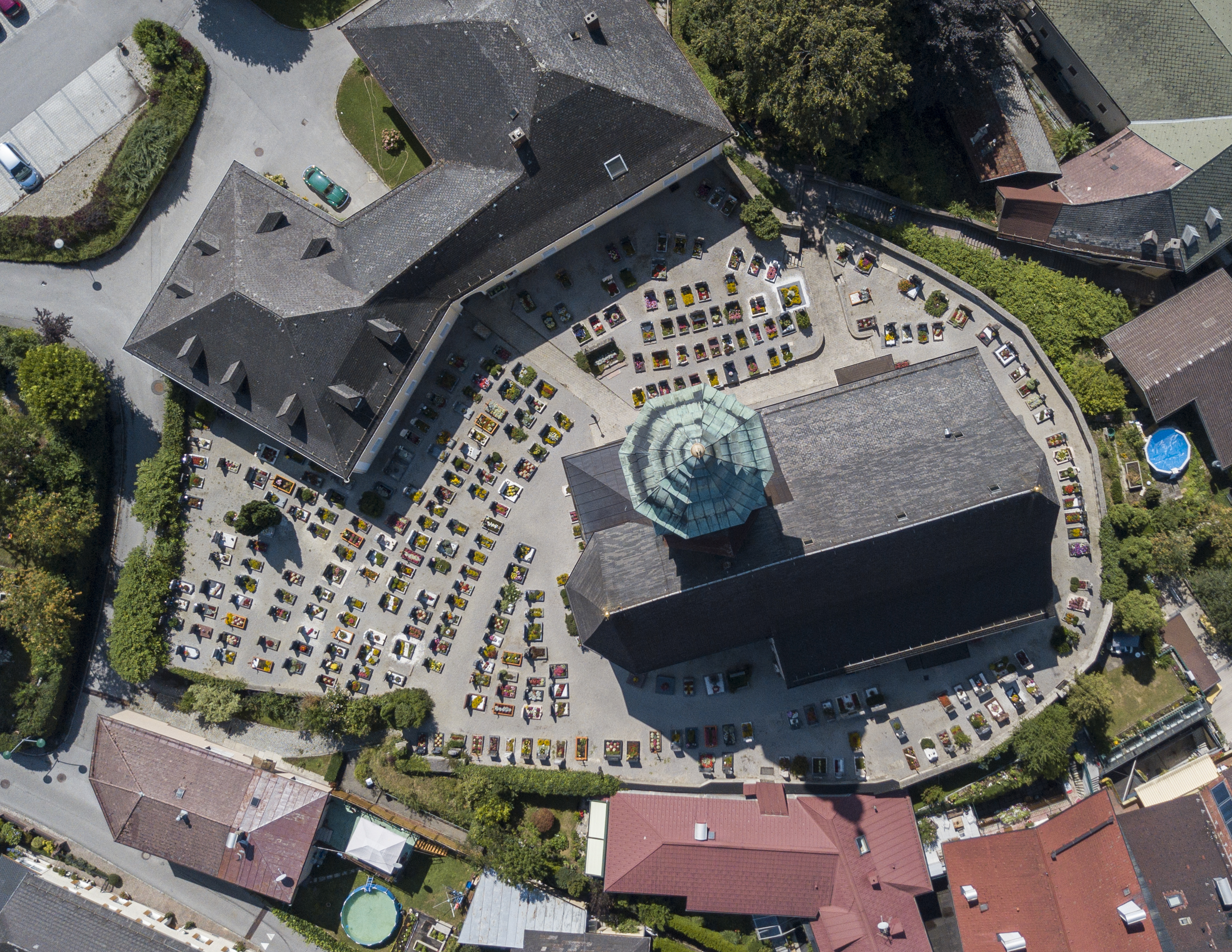
Pfarrkirche mit Friedhof von oben

- Katholische Pfarrkirche Straßwalchen hl. Martin mit denkmalgeschütztem Pfarrhof und Wirtschaftsgebäude
- Pfleggericht Straßwalchen: Das Gericht wurde im Jahre 1801 vom Gerichtsbezirk Neumarkt eingezogen und gehört seither zum Gerichtsbezirk Neumarkt
- Schanze am Kirchhügel: Reste der ursprünglich mittelalterlichen und in der Zeit des Dreißigjährigen Kriegs ausgebauten Befestigungen des Ortes

In den anderen Ortschaften der Gemeinde:
- Katholische Filialkirche Irrsdorf Mariä Himmelfahrt

## Wirtschaft und Infrastruktur

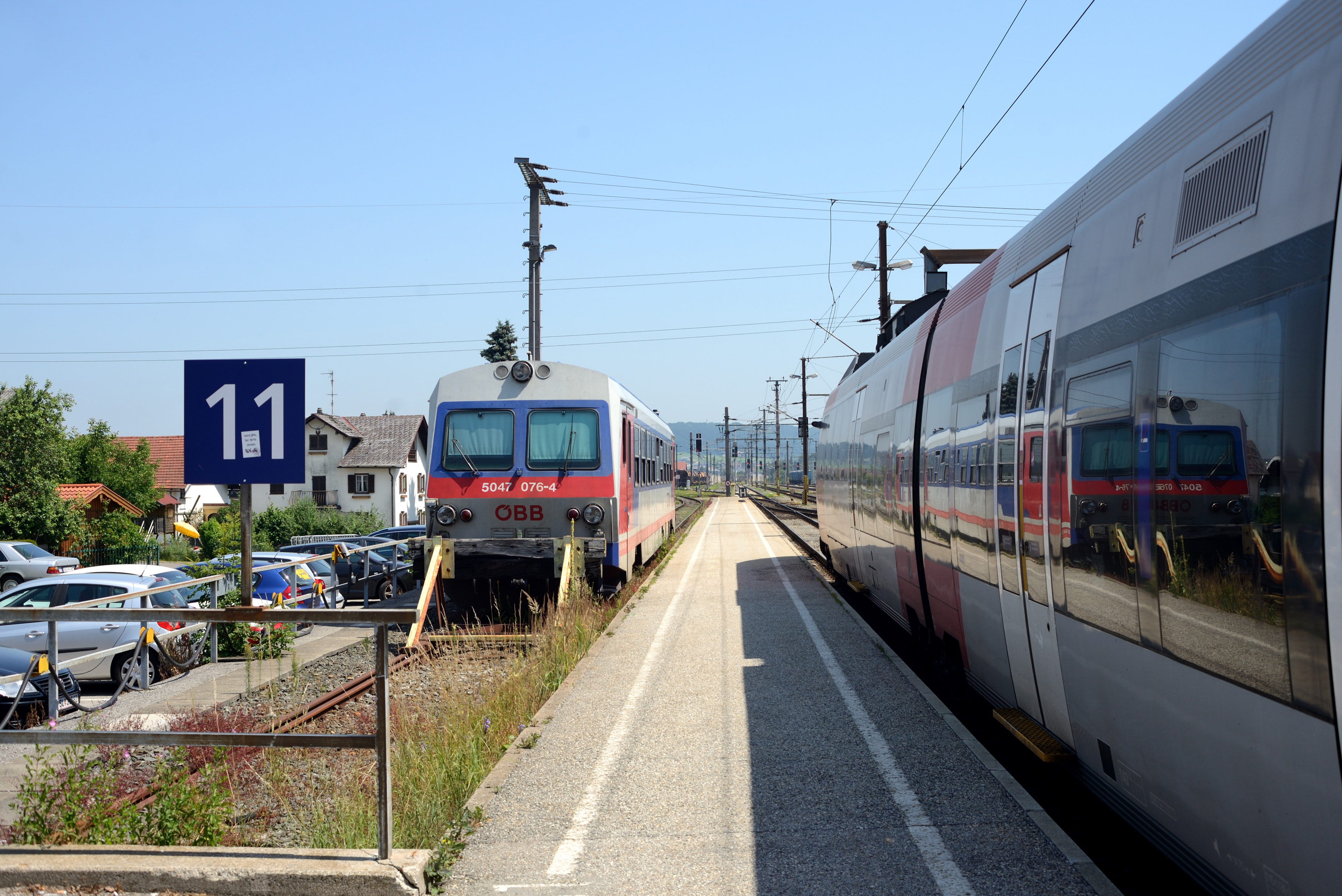
Bahnhof Steindorf mit der Abzweigung der Mattigtalbahn.

### Verkehr
- Straße: Bei Straßwalchen verläuft die Wiener Straße B 1 Salzburg – Linz – Wien, Österreichs alte Ost-West-Achse. Diese ging bisher direkt durch den Ort, 2014 wurde die Umfahrung Straßwalchen eröffnet, die den Ort nördlich passiert und so vom Durchzugsverkehr entlastet. Dieser beträgt täglich ca. 25.000 Fahrzeuge und führte zu Geschäftszeiten zu einem regelmäßigen Stau. Nach Norden verläuft die Braunauer Straße B 147 Mattighofen – Braunau, die wichtige Oberinnviertler Verbindung. Sie ist direkt an die Umfahrung angebunden. Nach Süden führt die Mondsee Straße B 154 Zell am Moos – Mondsee – Sankt Gilgen am Wolfgangsee, die Route in das Salzkammergut. Sie zweigt im Ort ab.
- Bahn: Straßwalchen liegt an der Westbahn und hat zwei Bahnhöfe und eine Bahnhaltestelle. Von Salzburg kommend nach dem Bahnhof Steindorf zweigt die eingleisige, teilweise elektrifizierte[5] Mattigtalbahn nach Braunau von der Westbahn ab. Richtung Linz befindet sich in Thalham der Bahnhof Straßwalchen, der zugleich Endstation der S2 der S-Bahn Salzburg ist. In Richtung Braunau wurde ferner in der Nähe des Ortskerns von Straßwalchen die Haltestelle Straßwalchen West eröffnet. Die Bahnhöfe sind Haltepunkte aller Nahverkehrszüge, die die jeweilige Strecke bedienen. Fernverkehrshalt existiert seit Fahrplanwechsel 2014 nicht mehr.

### Ansässige Unternehmen
Gasspeicher Haidach: Die Rohöl-Aufsuchungs AG betreibt bei Straßwalchen-Haidach einen Untergrundgasspeicher, welcher über die Penta West-Pipeline mit der Raffinerie in Burghausen verbunden ist.
Die Firma Lagermax unterhält hier ein sehr großes Verteilerlager für Neuwagen. Trotz eines eigenen, gut genutzten Gleisanschlusses, ist dennoch eine große Anzahl von Fahrten auf dem Straßenweg durch das Ortszentrum in Richtung Autobahn erforderlich.

### Bildung
Straßwalchen verfügt über drei Volksschulen sowie über eine Mittelschule. Das alte Hauptschulgebäude wurde renoviert und seitdem befindet sich ein Oberstufenrealgymnasium darin.

## Politik

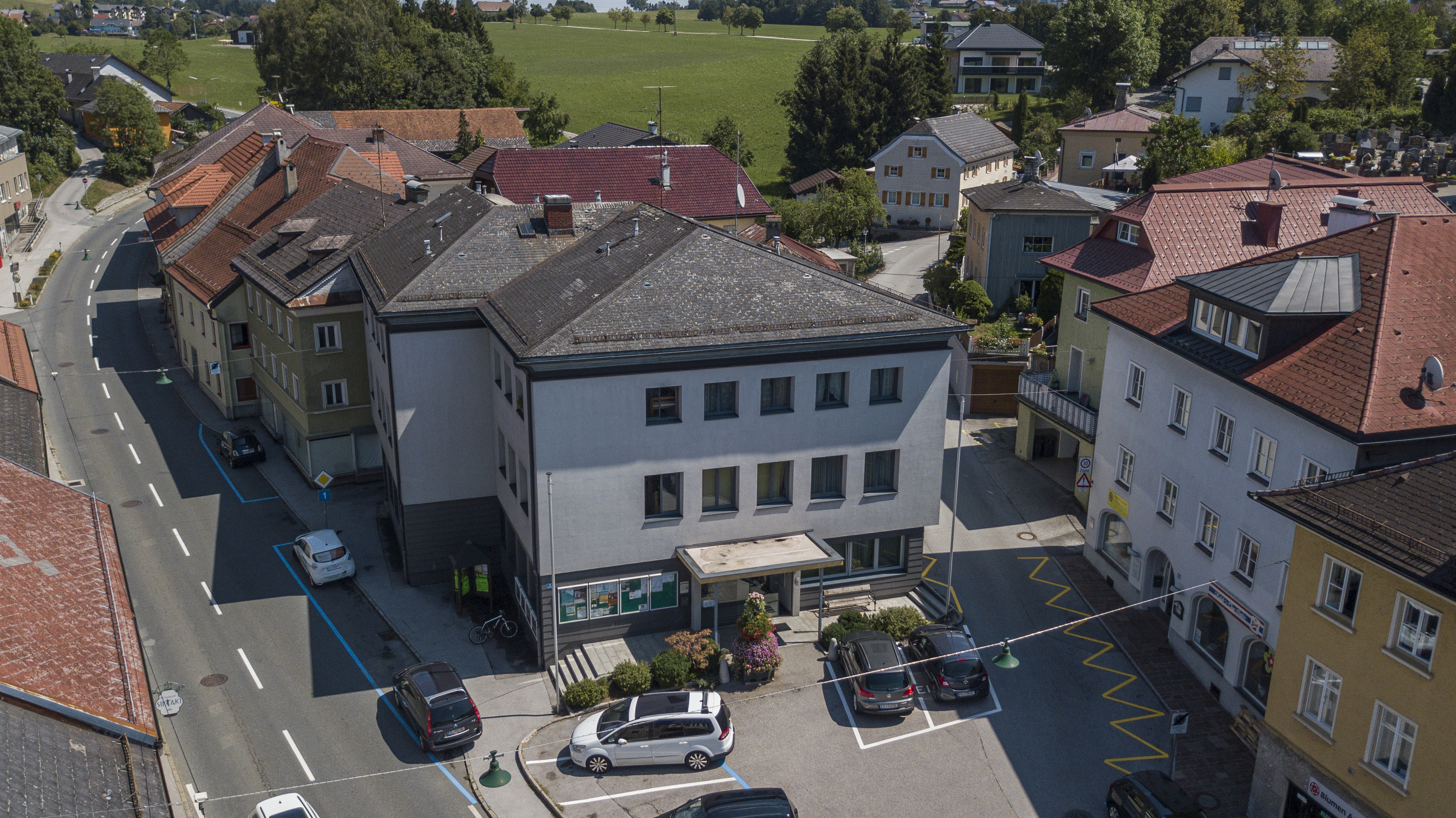
Gemeindeamt

### Gemeinderat
| Gemeinderatswahl 2024Wahlbeteiligung: 68,5 % 50403020100 43,3 % (+10,0 %p)29,5 % (−5,0 %p)13,8 % (+4,6 %p)13,4 % (−9,6 %p) SPÖÖVPFPÖLIS20192024 |

Die Gemeindevertretung hat 25 Mitglieder.
- Mit den Gemeindevertretungs- und Bürgermeisterwahlen im Bundesland Salzburg 2004 hatte die Gemeindevertretung folgende Verteilung: 15 ÖVP, 8 SPÖ, und 2 FPÖ.
- Mit den Gemeindevertretungs- und Bürgermeisterwahlen in Salzburg 2009 hatte die Gemeindevertretung folgende Verteilung: 13 ÖVP, 7 SPÖ, 3 FPÖ, und 2 FWS.[6]
- Mit den Gemeindevertretungs- und Bürgermeisterwahlen in Salzburg 2014 hatte die Gemeindevertretung folgende Verteilung: 11 ÖVP, 6 Liste Straßwalchen, 5 SPÖ, 2 FPÖ, und 1 Grüne.[7]
- Mit den Gemeindevertretungs- und Bürgermeisterwahlen in Salzburg 2019 hatte die Gemeindevertretung folgende Verteilung: 9 ÖVP, 8 SPÖ, 6 Liste Straßwalchen, und 2 FPÖ.[8]
- Mit den Gemeindevertretungs- und Bürgermeisterwahlen in Salzburg 2024 hat die Gemeindevertretung folgende Verteilung: 11 SPÖ, 8 ÖVP, 3 FPÖ und 3 Liste Straßwalchen.[9]

### Bürgermeister
- 1968–1982 Richard Schaurecker (ÖVP)[10]
- 1982–1989 Friedrich Gugg (ÖVP)[11]
- 1989–1999 Herbert Holzinger (ÖVP)[12]
- 1999–2019 Friedrich Kreil (ÖVP)[13]
- seit 2019 Tanja Kreer (SPÖ)[14]

### Wappen
Das Wappen der Gemeinde ist beschrieben:
„In Silber ein schwarzer rechter Schrägbalken, belegt mit vier silbernen Hufeisentritten, die beiderseits von je drei silbernen Kieselsteinen in wechselnder Anordnung begleitet sind.“
Dieses Wappen bringt die zentrale Verkehrslage Straßwalchens an einem Kreuzungspunkt zweier bedeutender und uralter Handelsstraßen zum Ausdruck.

## Persönlichkeiten

### Ehrenbürger
- Josef Oberascher († 2020), Hauptschuldirektor i. R.[15]
- Karl Merkatz (1930–2022), österreichischer Schauspieler, Ehrenbürger 2020[16]

### Söhne und Töchter der Gemeinde
- Josef Mayburger (1814–1908), Maler
- Edmund Hager (1829–1906), Ordenspriester
- John Fery (1859–1934), Maler
- Friedrich Gugg (1896–1977), Politiker (CSP)
- Ferdinand Klostermann (1907–1982), Theologe
- Franz Illig (1908–1991), Politiker (SPÖ) und Volksschuldirektor
- Christine Dorfinger (* 1973), Judoka

### Mit der Gemeinde verbundene Persönlichkeiten
- Karl Merkatz (1930–2022), österreichischer Schauspieler, lebte in Irrsdorf und ist dort  begraben
- Frauke Sinjen (1940–2003), deutsche Schauspielerin, in Irrsdorf  begraben
- Sabine Sinjen  (1942–1995), deutsche Schauspielerin, in Irrsdorf  begraben
- Günther Huber (1951–2005), österreichischer Theaterregisseur und Dramaturg, in Irrsdorf begraben
- Reinhard Schwabenitzky  (1947–2022), österreichischer Regisseur, Produzent und Drehbuchautor, in Irrsdorf begraben
- Elfi Eschke (* 1951), deutsche Schauspielerin, lebt in Irrsdorf
- Ludwig Paischer (* 1981), Judoka